# Air Nostrum
Air Nostrum, Líneas Aéreas del Mediterráneo, А/О, також відома як Iberia Regional, — регіональна авіакомпанія Іспанії зі штаб-квартирою в місті Валенсія, що здійснює регулярні пасажирські авіаперевезення за більш ніж 50 пунктами призначення всередині країни та за її межами, а також здійснює комерційні рейси по чартерним контрактам.
Air Nostrum є приватною незалежною компанією, але працює під франшизою Iberia Regional флагманської авіакомпанії Іспанії Iberia Airlines і через неї є афілійованим членом глобального авіаційного альянсу пасажирських перевезень Oneworld.
Портом приписки авіакомпанії і її головним транзитним вузлом (хабом) є аеропорт Валенсії, у ролі двох інших хабів перевізник використовує мадридський міжнародний аеропорт Барахас і аеропорт Барселони.

## Історія
Авіакомпанія Air Nostrum була утворена 23 травня 1994 року і початку операційну діяльність 15 грудня того ж року.
У травні 1997 року Air Nostrum уклала франчайзингову угоду з флагманською авіакомпанією Іспанії Iberia Airlines на використання бренду «Iberia Regional», в рамках якого до Air Nostrum відходили маршрути колишнього дочірньої компанії Іберії Binter Mediterraneo, а також частина її інфраструктури. У 1999 році Іберія поглинула ще одну регіональну авіакомпанію Aviaco, надалі передавши її внутрішні та міжнародні маршрути на обслуговування Air Nostrum. У тому ж році компанія приєднала данського авіаперевізника Denim Air, проте у 2002 році комерційні інтереси двох компаній були знову розділені разом з їх торговими марками.
Станом на березень 2007 року власниками Air Nostrum є наступні структури: Nefinsa (74,8 %), Caja Duero (22,2 %) і менеджери самої авіакомпанії (3,0 %). У 2007 році штат компанії складався з 2040 співробітників.

## Флот

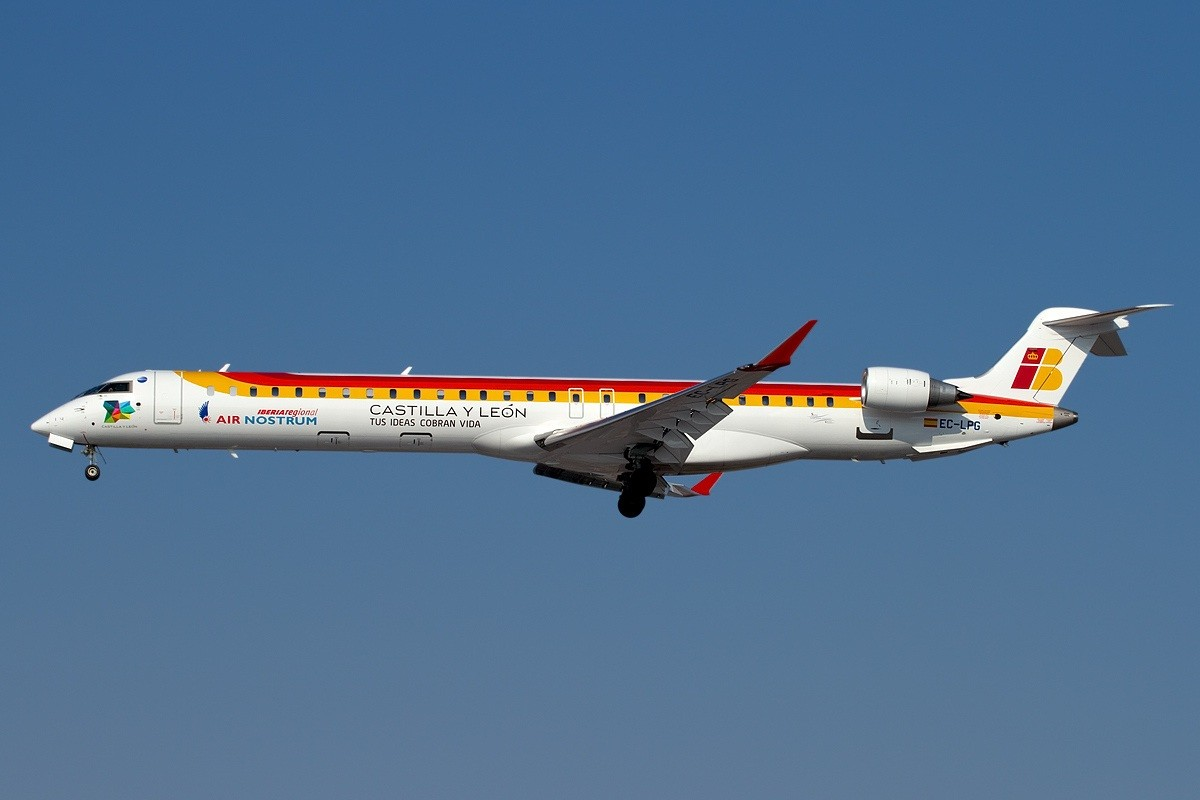
Bombardier CRJ1000 авіакомпанії Air Nostrum в аеропорту Болоньї

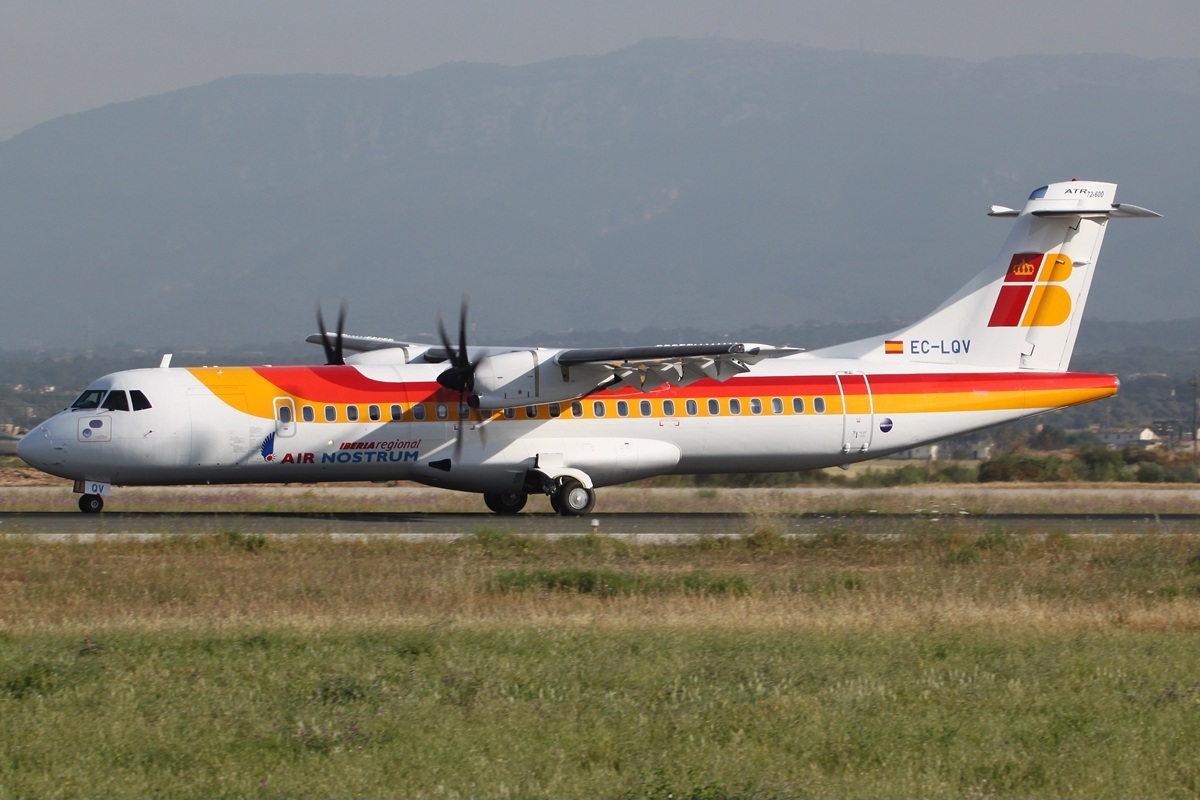
ATR 72-600 авіакомпанії Air Nostrum в аеропорту Пальма-де-Майорки

Станом на грудень 2022 флот Air Nostrum fleet складався з наступних літаків:
| Тип                | У використанні | Замовлення | Пасажири | Примітки |
| ------------------ | -------------- | ---------- | -------- | -------- |
| ATR 72-600         | 5              | —          | 72       |          |
| Bombardier CRJ200  | 7              | —          | 50       |          |
| Bombardier CRJ1000 | 27             | —          | 100      |          |
| Всього             | 39             | —          |          |          |

## Авіаподії та нещасні випадки
- 17 січня 2003 року Fokker 50 (реєстраційний PH-FZE), який прямував регулярним рейсом з Малаги в Мелілью, при здійсненні посадки в аеропорту призначення викотився за межі злітно-посадочної смуги та отримав серйозні пошкодження. Дев'ять пасажирів на борту були травмовані[5].
- 26 січня 2006 року Bombardier CRJ200 (реєстраційний EC-IBM), що прямував регулярним рейсом IB 8665 з Вальядоліда в барселонський міжнародний аеропорт Ель-Прат, здійснив посадку з невипущеними опорами шасі. Після тривалого ковзання по злітно-посадковій смузі лайнер зупинився у 240 метрах від її торця, ніхто при цьому не постраждав. Розслідувала інцидент комісія визначила головною його причиною помилку пілотів і другорядної — технічні несправності в системі закрилків, такі що відвернули увагу екіпажу[6].
- 23 січня 2007 року в барселонському аеропорту Ель-Прат здійснив аварійну посадку Bombardier Dash 8 Q300, що виконував регулярний рейс IB 8041 з Памплони. Причиною інциденту стали помилкові показання індикатора випуску передньої стійки шасі.